# Federação Alagoana de Futebol
De Federação Alagoana de Futebol (Nederlands: Voetbalfederatie van Alagoas) werd opgericht op 14 maart 1927 en controleert alle officiële voetbalcompetities in de staat Alagoas. De federatie vertegenwoordigt de voetbalclubs bij de overkoepelende CBF en organiseert de Campeonato Alagoano. 

## Voorzitters
| Nº | Periode    | Naam                                           |
| -- | ---------- | ---------------------------------------------- |
| 1  | 1927       | Otacílio Maia                                  |
| 2  | 1928       | Eduardo Magalhães da Silveira                  |
| 3  | 1929       | Eduardo Magalhães da Silveira                  |
| 4  | 1930       | Lauro de Araújo Jorge                          |
| 5  | 1931       | Lauro de Araújo Jorge                          |
| 6  | 1932       | Edgar de Góes Monteiro                         |
| 7  | 1933       | Guy Mariz (presidente da Diretoria Provisória) |
| 8  | 1934       | Ulisses Cerqueira Júnior                       |
| 9  | 1935       | Moacir Fayão                                   |
| 10 | 1936       | Guilherme Barcelos Barros                      |
| 11 | 1937       | Arlindo Fiães                                  |
| 12 | 1938       | Aristides Toledo de Albuquerque                |
| 13 | 1939       | Ib Gatto Falcão                                |
| 14 | 1940       | Odorico Vieira Maciel                          |
| 15 | 1941       | Cyro Coelho                                    |
| 16 | 1942—1943  | Manoel Xavier de Oliveira                      |
| 17 | 1943—1944  | Carlos Gomer de Barros                         |
| 18 | 1945—1946  | Paulo Lavenere Machado                         |
| 19 | 1947—1948  | Paulo Lavenere Machado                         |
| 20 | 1949—1950  | Mario Lima de Carvalho Lima                    |
| 21 | 1951—1952  | Carlos Ramiro Bastos                           |
| 22 | 1953—1954  | Milton Ferreira Pitta                          |
| 23 | 1955—1956  | Kleber Rodrigues de Andrade                    |
| 24 | 1957—1958  | Kleber Rodrigues de Andrade                    |
| 25 | 1959—1960  | Kleber Rodrigues de Andrade                    |
| 26 | 1961—1962  | José Sebastião Bastos                          |
| 27 | 1963—1964  | José Sebastião Bastos                          |
| 28 | 1965—1966  | José Sebastião Bastos                          |
| 29 | 1967—1968  | José Sebastião Bastos                          |
| 30 | 1969—1970  | Remy Tenório Maia                              |
| 31 | 1971—1973  | Orlando Gomes de Barros                        |
| 32 | 1973—1975  | Cleto Marques Luz                              |
| 33 | 1975—1978  | Cleto Marques Luz                              |
| 34 | 1979—1982  | Heider Silveira                                |
| 35 | 1982—1985  | Heider Silveira                                |
| 36 | 1985—1988  | José Sebastião Bastos                          |
| 37 | 1988—1991  | Waldemar Correia da Silva                      |
| 38 | 1991—1995  | José Sebastião Bastos                          |
| 39 | 1995—1999  | José Sebastião Bastos                          |
| 40 | 2000—2007  | José Raimundo de Albuquerque Tavares           |
| 41 | 2008—heden | Gustavo Dantas Feijó                           |

Acre · Alagoas · Amapá · Amazonas · Bahia · Ceará · Espírito Santo · Federaal District · Goiás · Maranhão · Mato Grosso · Mato Grosso do Sul · Minas Gerais · Pará · Paraíba · Paraná · Pernambuco · Piauí · Rio de Janeiro · Rio Grande do Norte · Rio Grande do Sul · Rondônia · Roraima · Santa Catarina · São Paulo · Sergipe · Tocantins